# Helene Wedel
Helene Wedel, född 30 april 1945 i Göteborg, är en svensk målare och textilformgivare.
Wedel började under 1960-talet att studera vid Textilinstitutet i Borås som följdes av studier vid Konstindustriella skolan i Göteborg. Som ett led i sitt examensarbete formgav hon tyget Rio vid Textilinstitutet 1966, mönstret uppmärksammades av Borås Wäfveri som fick rättigheter att trycka tyget för produktion, det trycktes i flera olika färgsättningar och blev  en stor försäljningsframgång för företaget. På grund av sitt konstnärskap av bildkonst har hon huvudsakligen arbetat som frilans när det gäller formgivning av textil. Som bildkonstnär har hon haft flera separatutställningar och hon har medverkat i samlingsutställningar med måleri och textila bilder.